# Dieppe-sous-Douaumont
Dieppe-sous-Douaumont és un municipi francès situat al departament del Mosa i a la regió del Gran Est. L'any 2007 tenia 169 habitants.

## Demografia

### Població
El 2007 la població de fet de Dieppe-sous-Douaumont era de 169 persones. Hi havia 68 famílies, de les quals 19 eren unipersonals (8 homes vivint sols i 11 dones vivint soles), 11 parelles sense fills, 27 parelles amb fills i 11 famílies monoparentals amb fills.
La població ha evolucionat segons el següent gràfic:
Habitants censats

### Habitatges
El 2007 hi havia 83 habitatges, 72 eren l'habitatge principal de la família, 2 eren segones residències i 9 estaven desocupats. Tots els 83 habitatges eren cases. Dels 72 habitatges principals, 62 estaven ocupats pels seus propietaris i 10 estaven llogats i ocupats pels llogaters; 5 tenien tres cambres, 23 en tenien quatre i 44 en tenien cinc o més. 68 habitatges disposaven pel capbaix d'una plaça de pàrquing. A 27 habitatges hi havia un automòbil i a 34 n'hi havia dos o més.

### Piràmide de població
La piràmide de població per edats i sexe el 2009 era:
| Homes | Edats   | Dones |
| ----- | ------- | ----- |
| 0     | 95 o +  | 0     |
| 0     | 90 a 94 | 0     |
| 4     | 85 a 89 | 4     |
| 0     | 80 a 84 | 0     |
| 4     | 75 a 79 | 0     |
| 12    | 70 a 74 | 8     |
| 4     | 65 a 69 | 4     |
| 8     | 60 a 64 | 4     |
| 0     | 55 a 59 | 4     |
| 4     | 50 a 54 | 8     |
| 8     | 45 a 49 | 4     |
| 0     | 40 a 44 | 0     |
| 12    | 35 a 39 | 12    |
| 8     | 30 a 34 | 4     |
| 0     | 25 a 29 | 0     |
| 4     | 20 a 24 | 8     |
| 0     | 15 a 19 | 12    |
| 4     | 10 a 14 | 0     |
| 0     | 5 a 9   | 8     |
| 8     | 0 a 4   | 4     |

## Economia
El 2007 la població en edat de treballar era de 92 persones, 73 eren actives i 19 eren inactives. De les 73 persones actives 68 estaven ocupades (42 homes i 26 dones) i 6 estaven aturades (6 dones i 6 dones). De les 19 persones inactives 10 estaven jubilades, 3 estaven estudiant i 6 estaven classificades com a «altres inactius».

### Ingressos
El 2009 a Dieppe-sous-Douaumont hi havia 74 unitats fiscals que integraven 172 persones, la mediana anual d'ingressos fiscals per persona era de 16.826 €.

### Activitats econòmiques
Dels 7 establiments que hi havia el 2007, 1 era d'una empresa extractiva, 1 d'una empresa alimentària, 1 d'una empresa de fabricació d'altres productes industrials, 1 d'una empresa de comerç i reparació d'automòbils, 1 d'una empresa d'hostatgeria i restauració i 2 d'empreses de serveis.
Els 2 serveis als particulars que hi havia el 2009 eren tallers de reparació d'automòbils i de material agrícola.
L'any 2000 a Dieppe-sous-Douaumont hi havia 10 explotacions agrícoles.

## Poblacions més properes
El següent diagrama mostra les poblacions més properes.